# Pseudophoraspis truncatulus
Pseudophoraspis truncatulus är en kackerlacksart som beskrevs av Anisyutkin 1999. Pseudophoraspis truncatulus ingår i släktet Pseudophoraspis och familjen jättekackerlackor.
Artens utbredningsområde är Vietnam. Inga underarter finns listade i Catalogue of Life.